# Megatritheca
Megatritheca  es un género de fanerógamas con dos especies perteneciente a la familia Malvaceae. 

## Especies seleccionadas
- Megatritheca devredii
- Megatritheca grossedenticulata